# پتر هردلیچکا
پتر هردلیچکا (انگلیسی: Petr Hrdlička؛ زادهٔ ۲۳ دسامبر ۱۹۶۷) تیرانداز اهل چکسلواکی بود.
وی در مسابقات کشوری و بین‌المللی در مجموع برندهٔ ۱ مدال طلا شده‌است.